# Bruno Arias
Bruno Arias (19 de junio de 1979, El Carmen, provincia de Jujuy) es un cantante folclórico argentino. Suele acompañar en sus presentaciones a grandes representantes del noroeste argentino como Jaime Torres y Tomás Lipán. Cuenta con varios discos entre los que encontramos «Kolla en la ciudad». Fue consagración en el Festival de Cosquín 2013. Autor y compositor de un puñado de canciones que reflejan fielmente a su provincia natal.

## Biografía
En 2002 se trasladó a Buenos Aires donde se hizo un lugar recorriendo peñas y festivales, pero pegó el gran salto en 2004 cuando fue invitado al Festival Folclórico de Cosquín de la mano de Angela Irene, En 2005 editó su primer disco, Changuito volador (DBN), en el que renueva ritmos de su región como el huayno, el carnavalito y el bailecito 
En 2007, grabó su segundo álbum, llamado "Atierrizaje". Tiene como invitado a Peteco Carabajal en la chacarera "Changuito Voz de Urpila" de Pachi Alderete, que habla de un niño de clase baja que juega en el monte, al llegar de la escuela con su gruadapolvo blanco. También se acompaña por la canción "Digo La Telesita", de Marcelo Mitre, que habla de la bailarina santiagueña. Otro tema de este disco el clásico "Zamba de Los Mineros" del Cuchi Leguizamón, y "Guanuqueando" tema de Graciela Volodarsky y Ricardo Vilca (cantautor jujeño fallecido ese año), que también grabó la banda de rock Divididos. Este disco tuvo su presentación en La Trastienda, en noviembre del mismo año. Además, impulsó el proyecto colectivo El Bondi Cultural: acompañando, junto a él, los artistas de la música de raíz folklórica Hernán Bolletta (Miramar), Javier Caminos (Berisso), Luciano Cañete (Lincoln), Che Joven (Mar del Plata), Federico Pecchia (Escobar), Pucho Ruiz (Santiago) y Juan Pablo Ance (Tucumán). A todos ellos, que cooperan hace años, los reúne la pasión musiquera y poética y el compromiso con las voces de los pueblos originarios, los movimientos en todo el país que rechazan la minería a cielo abierto y sus riesgos contaminantes. El Bondi Cultural editó su primer disco en 2009.
En 2013 Bruno participó nuevamente de la 53.ª Edición del Festival Folclórico de Cosquín donde fue galardonado con el Premio "Consagración 2013", reconocimiento que reciben los grandes artistas folclóricos populares argentinos. En 2015 la Fundación Konex lo premió con un Diploma al Mérito como uno de los 5 mejores cantantes de folklore de la década en Argentina, uno de los premios más prestigiosos del país.
Ganador del premio Gardel 2016 en la categoría Mejor Álbum Grupo de Folklore,junto a la Bruja Salguero con el disco Madre Tierra.
Bruno Arias se ha manifestado reiteradamente contrario a la detención de Milagro Sala, porque considera que en Jujuy hay presos políticos a quien visitó en la cárcel, por lo que el gobierno jujeño de Gerardo Morales lo declaró «persona no grata». (información no oficial) También ha cantado en el mayor acto de la campaña electoral de Cristina Fernández de Kirchner en 2017. En el mes de octubre de ese mismo año fue invitado a cantar en un encuentro de escuelas rurales jujeñas, donde fue censurado por el gobierno de su provincia. Hoy es una de las figuras más representativas de nuestra música popular recorriendo el mundo con su música 

## Discografía
- Changuito Volador (2005)
- Atierrizaje (2007)
- Kolla en la ciudad (2012)
- El Bondi Cultural -junto con Hernán Bolletta (Miramar), Javier Caminos (Berisso), Luciano Cañete (Lincoln), Che Joven (Mar del Plata), Federico Pecchia (Escobar), Pucho Ruiz (Santiago) y Juan Pablo Ance (Tucumán)- (2012)
- Madre Tierra (2014) junto a La Bruja Salguero
- El Derecho De Vivir En Paz (2015)